# Gaston du Boscq de Beaumont
Gaston-Gustave du Boscq de Beaumont, né le 20 mars 1857 à Airel et mort le 16 mars 1933 à Paris est un historien français.

## Biographie
Fils d'Émile du Boscq de Beaumont, polytechnicien et ingénieur des ponts et chaussées, qui émigre en Angleterre en 1852, par refus de prêter serment à Napoléon III, et d'Elisabeth Elia des François de Ponchalon, Gaston du Boscq de Beaumont collabore à la Revue des deux Mondes.
Il s'engage volontairement en 1914, est promu lieutenant en 1915, puis capitaine en 1916, avant d'être détaché à l'état-major de la 4e région militaire en 1918.
Il est président de la Société d'archéologie de la Manche.
Il est officier de la Légion d'honneur, chevalier de l'ordre du Nichan el Anouar et décoré de la croix de guerre.
Marié à la fille d'Alexandre Marie du Crest de Villeneuve, puis à la nièce de Michel Chevalier et d'Auguste Chevalier, il est le père du ministre Jean Michel Guérin du Boscq de Beaumont.

## Publications
- Une France oubliée, l'Acadie (1902, Prix Montyon)
- Souvenirs normands : les gardes d'honneur de la Manche (1808-1814) ; un peintre bayeusain au XVIIIe siècle (Joachim Rupalley) ; les conséquences de la Saint-Barthélemy dans le diocèse de Bayeux ; les comptes du bourreau de Caen (1545), etc (préface d'Adolphe Chenevière (en), 1903)[2]
- Officiers français au service de l'Espagne : la garde wallone (1702-1822) (1904)
- Une fille de France, la Tunisie (1905)
- L'Étendard vert : du Maroc à l'Égypte (1907)
- La Cour des Stuarts à Saint-Germain-en-Laye, 1689-1718 (1912, Prix Thiers)
- La famille d'Orléans pendant la Révolution : d'après sa correspondance inédite (1913)

## Distinctions
- Officier de la Légion d'honneur
- Croix de guerre 1914–1918
- Chevalier de l'ordre du Nichan el Anouar